# チェリー・QQ
QQ (キューキュー)は、奇瑞汽車が製造・販売する自動車である。

## 初代 S11型 (2003年 - 2023年)
2003年に発売を開始。
シンガポールでは右ハンドル仕様も存在する。
ロシアでは「SWEET」の名称で販売されている。

### ノックダウン生産
イランではモディラン自動車製造（MVM / Modiran Vehicle Manufacturing）が奇瑞汽車と提携し、「MVM 110」という名称で「QQ」のノックダウン生産をおこなっている。MVMは2000年に韓国・大宇自動車と提携しマティスをノックダウン生産していたが、大宇が経営危機で米国･ゼネラルモーターズ子会社のGM大宇になると提携を解消。背景にはイランの米国企業製品輸入制限法により部品の調達が難しくなった事があり、これはある商品が国情を背景にそのコピー商品だと訴えられた商品に取って代わられるという皮肉な話と言える。

### コピー問題
GMが中国で販売している競合車種シボレー・スパーク(大宇・マティス)に酷似しているとして同社から告訴されたことがある。

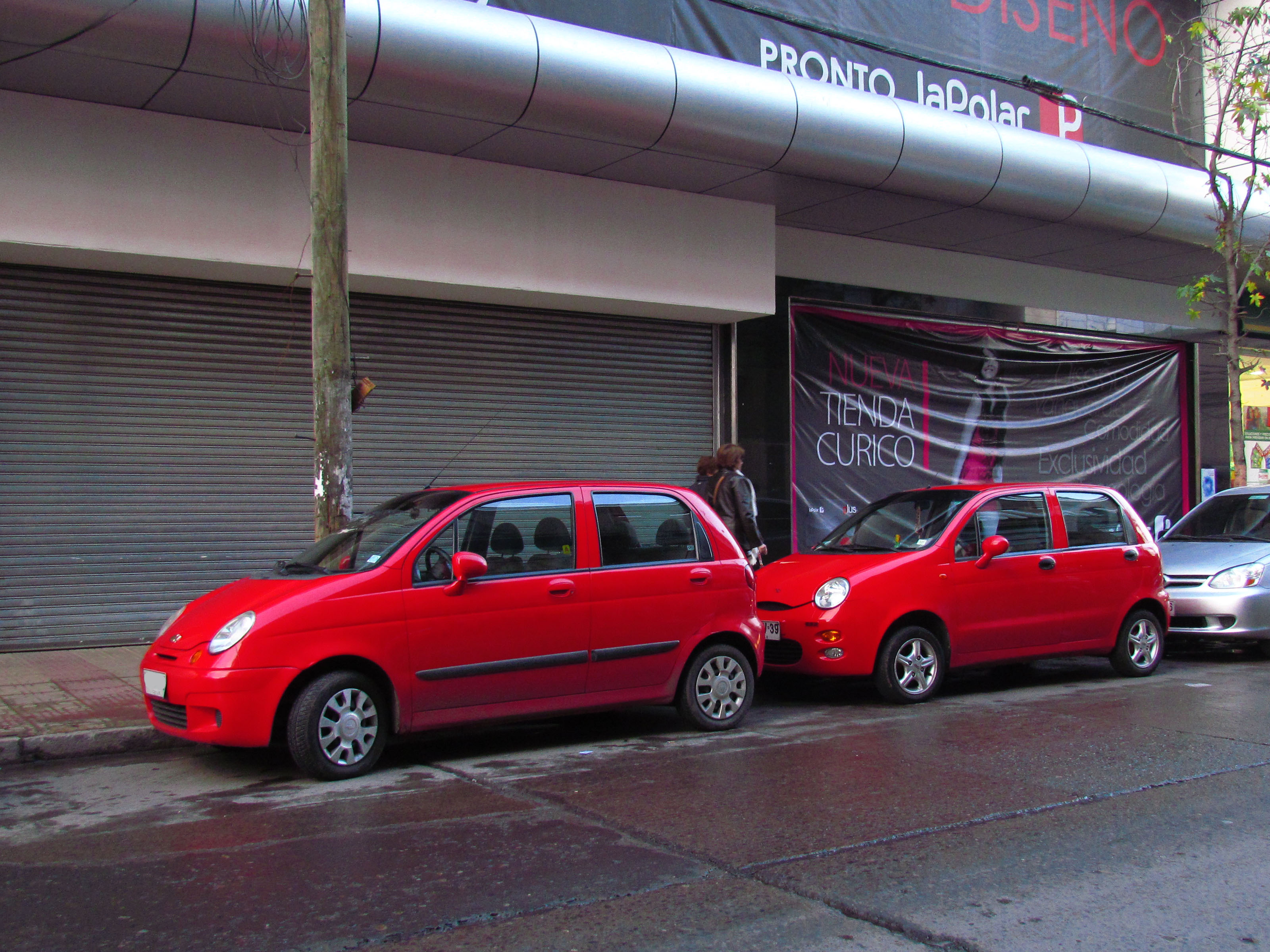
左側が大宇・マティスで右側がチェリー・QQである。

## 2代目 S15型 (2013年 - 2022年)
2013年に販売を開始。